# Алберди (департамент)
Алберди е департамент в провинция Сантяго дел Естеро, Аржентина. Столицата е Кампо Гайо.
Департаментът е създаден през 1921 г.